# Jordan Roberts
Jordan Roberts  est un scénariste et réalisateur américain. Il est notamment connu pour avoir écrit la narration de la version américaine de La Marche de l'empereur.

## Filmographie

### Comme scénariste
- 2004 : De pères en fils (Around the Bend)
- 2005 : La Marche de l'empereur (documentaire) de Luc Jacquet - narration américaine
- 2008 : Where the Water Meets the Sky (documentaire) de David Eberts
- 2012 : Frankie Go Boom
- 2013 : You're Not You de George C. Wolfe

### Comme réalisateur
- 2004 : De pères en fils (Around the Bend)
- 2012 : Frankie Go Boom

## Distinctions

### Récompenses
- Festival de Montréal 2004 : Grand prix spécial du jury pour  De pères en fils
- Festival de an Diego 2004 : Meilleur film pour  De pères en fils

### Nominations
- Festival de Montréal 2004 : Grand prix des Amériques pour  De pères en fils
- Festival de Sao Paulo 2004 : Prix du jury international pour  De pères en fils
- Prix 2006 de la Writers Guild of America : Meilleur scénario de documentaire pour La Marche de l'empereur